# Marktusindgylden
Mark-Tusindgylden (Centaurium erythraea) er en 10-45 cm høj urt, der vokser på overdrev, enge og langs veje. Den ligner Strand-Tusindgylden, men er ikke grenet foroven.

## Beskrivelse
Mark-Tusindgylden er en urteagtig plante, der kan være en-årig eller to-årig. I begyndelsen danner planten en grundstillet bladroset, men snart efter skyder et eller flere, ugrenede og oprette skud op fra rosetten. Stænglerne er runde i tværsnit, glatte og svagt blåduggede. Stængelbladene er modsat stillede, uden stilk og meget smalt ægformede med hel, indrullet rand og langt tilløbende spids. Oversiden er hårløs og dybt furet af de tre næsten parallelle bladribber. Undersiden er lidt lysere.
Blomstringen foregår i juli-september, hvor man finder blomsterne samlet i endestillede halvskærme. De enkelte blomster er 5-tallige og regelmæssige med lyserøde kronblade. Frugterne er kapsler med mange frø.
Rodsystemet er trævlet med nogle få, grove rødder.
Højde x bredde og årlig tilvækst: 0,25 x 0,20 m (25 x 20 cm/år). Målene kan bruges til beregning af planteafstande i fx haver.

## Voksested
Mark-Tusindgylden er udbredt i det meste af Europa, herunder også i Danmark, hvor den især kan findes på Øerne og i Øst- og Nordjylland. Den er knyttet til lysåbne voksesteder med fugtig, næringsfattig jord, og derfor kan den findes på strandenge, overdrev og langs grusveje.
På Zakynthos i det Ioniske Hav findes arten i kystnære phrygeana-samfund (svarende til garrigue) sammen med bl.a. Løvehale, Myrte, Bredbladet Stenved, Buskbibernelle, Geranium purpureum (en art af Storkenæb), Globularia alypum (en art af Kugleblomst), Gul Kløver, Johannesbrød, Mastikstræ, Oliven, Orientalsk Sarsaparil, Rødfrugtet Ene, Skarpbladet Asparges, Spartium, Stinkende Evighedsblomst, Stipa bromoides (en art af Fjergræs), Strandløg og Teucrium flavum (en art af Kortlæbe)
| Portal | Portal:Botanik |

## Note
1. ↑  ecozante.com: sofar.gr: Vegetation of the brushwoods and the evergreens shapings (engelsk)